# Bildhafte Figur
Bildhafte Figuren bezeichnen einen Teilbereich der Stilmittel oder Rhetorischen Mittel.
Es handelt sich hierbei um Stilmittel, die statt einer Bezeichnung eine Ersatzbezeichnung setzen. Hierbei lassen sich zwei Arten von Bildhaften Figuren unterscheiden:
1. Tropus (griechisch, Plural Tropen) – Der Ausdruck wird hierbei durch einen bildhafteren ersetzt.
2. Sprachbilder – Diese ermöglichen eine anschaulichere Darstellung eines Sachverhaltes.

Eine hundertprozentige Trennung der beiden Bereiche ist hierbei allerdings nicht möglich.

## Zuordnung

### Tropus
Folgende Stilmittel lassen sich dem Tropus zuordnen:
- Antiphrasis
- Antonomasie
- Archaismus
- Emphase
- Euphemismus
- Hyperbel
- Katachrese
- Litotes
- Metapher
- Metonymie
- Pars pro toto
- Periphrase
- Synästhesie
- Synekdoche
- Symbol
- Totum pro parte
- Untertreibung

### Sprachbilder
Folgende Stilmittel lassen sich der Kategorie der Sprachbilder zuordnen:
- Adynaton
- Allegorie
- Allusion
- Anachronismus
- Antithese
- Antitheton
- Apostrophe
- Bathos
- Chrie
- Contradictio in adjecto
- Correctio
- Exemplum
- Hendiadyoin
- Hysteron-Proteron
- Licentia
- Oxymoron
- Parabel
- Paradoxon
- Paraphrase
- Parenthese
- Pleonasmus
- Praeteritio
- Sentenz
- Tautologie
- Vergleich

### In beide Kategorien passende Stilmittel
Einige Stilmittel passen, je nach Verwendung, in beide Kategorien:
- Ironie
- Anthropomorphismus
- Sarkasmus
- Verdinglichung
- Zynismus